# Coulonces (Orne)
Coulonces és un municipi francès situat al departament de l'Orne i a la regió de Normandia. L'any 2020 tenia 219 habitants.
El primer esment escrit Coluncelle data del 1050. El topònim prové del llatí colonica, «[terra] conreada», un coulonge, comparable amb el Calonge català. Aquí ha evolucionat cap a coulonce.

## Demografia
La població ha evolucionat segons el següent gràfic: El 2007 hi havia 93 habitatges, 83 habitatges principals, sis segones residències i quatre desocupats. Tots eren cases.

## Economia
El 2007 la població en edat de treballar era de 126 persones, 94 eren actives i 32 eren inactives.
El 2020, hi havia una empresa industrial,  tres empreses de construcció, una empresa de comerç i reparació d'automòbils, una empresa de serveis specialitzat i una entitat de l'administració pública.
L'any 2000 hi havia 11 explotacions agrícoles que conreaven un total de 516 hectàrees.